# Ichneumon abieticola
Ichneumon abieticola es una especie de insecto del género Ichneumon de la familia Ichneumonidae del orden Hymenoptera.
 Fue descrita en el año 1852 por Ratzeburg.